# Новосел (Болгария)
Новосел (болг. Новосел) — село в Болгарии. Находится в Шуменской области, входит в общину Шумен. Население составляет 550 человек.

## Политическая ситуация
В местном кметстве Новосел, в состав которого входит Новосел, должность кмета (старосты) исполняет Тунчер Джелил Мехмед (Граждане за европейское развитие Болгарии (ГЕРБ)) по результатам выборов правления кметства.
Кмет (мэр) общины Шумен — Красимир Благоев Костов (Болгарская социалистическая партия (БСП)) по результатам выборов в правление общины.